# Giallo
Giallo (em italiano:  amarelo) é um gênero literário e cinematográfico italiano de suspense e romance policial que teve seu auge entre as décadas de 1960 e 1980. O nome é uma referência às capas amarelas das revistas pulp italianas, publicadas a partir de 1929.
O primeiro filme do gênero foi La ragazza che sapeva troppo, de Mario Bava, lançado em 1963, e um dos mais recentes é Giallo, de Dario Argento, lançado em 2009.

## História
Existia uma série de livros policiais na Itália que tinham a capa amarela. Quando se começaram a produzir filmes sobre assassinos em séries sendo perseguidos por detetives, a associação com os livros levou a que esse gênero cinematográfico tenha sido apelidado de giallo. A maioria dos filmes deste gênero são semelhantes, com um assassino em série (que geralmente é mostrado somente no final, durante o filme vemos apenas suas mãos vestidas com luvas pretas de couro), um detetive que procura esse assassino, mortes chocantes, principalmente de mulheres (sempre com cenas de perseguição antes do ato), e exposição de corpos total ou parcialmente nus.
O giallo foi muito importante para o gênero do terror. A maioria dos realizadores italianos da atualidade teve sua estreia cinematográfica com giallos. Foi tão popular em sua época que esteve na origem dos gêneros slasher (assassino em série que persegue adolescentes, muito popular nas décadas de 1980 e 1990) e splatter (com foco deliberado na violência gráfica, geralmente contendo cenas de mutilações, decapitações e muito sangue).